# إرميتا (رواية)
إرميتا: رواية فلبينية هي رواية للمؤلف الفلبيني المعروف فرانسيسكو سيونيل خوسيه مكتوبة باللغة الإنجليزية.  نُشر فصل من هذه الرواية سابقًا كرواية في الكتب بعنوان امرأتان فلبينيات وثلاث فلبينيات.

## القصة
تناقش الرواية مواضيع الأخلاق والأمل والثروة والانتقام والواجب وتأثير الولايات المتحدة على الثقافة والمجتمع الفلبيني. تمت تسمية الشخصية الرئيسية، إرميتا روخو، على اسم مكان في مانيلا. تريد إرميتا، الانتقام من عائلتها البيولوجية من خلال الانتقام من والدتها وعمها وعمتها. الرواية تمثل لمحة عن الحياة والمعيشة في جمهورية الفلبين، حيث يمكن للمرء أن يلاحظ التجربة الإنسانية في ظل خصائص وشكل المجتمع المنهار بسبب الحرب العالمية الثانية. تمثل إرمي أحد ضحايا تاريخ الآخرين وخبراتهم وعنفهم.

## الشخصيات
؛ عائلة روجو
- ماريا إرميتا (إيرمي) هي الشخصية الرئيسية في الرواية.
- كونتشيتا (كونشينغ) هي والدة إرمي.
- فيليسيتاس (فيلي) هي عمة إرمي الغنية في المجتمع.
- جوسيليتو وهو عم رجل أعمال إرمي.

؛ الخدم
- أرتورو هو سائق فريق روجوز.
- أورانج هي زوجة أرتورو.
- ماكارثر هو ابن أرتورو. كما أنه الصديق المقرب لإيرمي.
- نانيت ابنة أرتورو.
- أليخاندرا

أصدقاء إرمي
- رولاندو كروز وهو أستاذ التاريخ وعميل متكرر في مطعم وبار كامارين.
- ديدي وهو صاحب مطعم وبار كامارين.

عملاء ارمي
- الرجل العظيم وهو رئيس وزراء دولة آسيوية.
- السيناتور أندريس برافو
- رجل الأعمال إدواردو دانتيس

؛آحرون
- الأخت كونستانسيا (تانسينج) وهي رئيسة دار الأيتام التي قامت برعاية الطفل إيرمي وتعليمه.
- الجنرال بومبيلا وهو رجل نزيه أصبح رجل ماركوس.
- أنيتا وهي عجوز أنقذها إيرمي من الفقر.
- ليلي وهي ابنة أنيتا التي أصبحت مناهضة لماركوس.

## الترجمة
نُشرت الرواية في عام 2007 بواسطة بو هي ريونغ.